# Dendrobium longissimum
Dendrobium longissimum är en orkidéart som beskrevs av Rudolf Schlechter. Dendrobium longissimum ingår i släktet Dendrobium, och familjen orkidéer. Inga underarter finns listade i Catalogue of Life.